# Людвиковский, Вадим Николаевич
Вади́м Никола́евич Людвико́вский (23 апреля 1925, Курск — 10 декабря 1995, Москва) — советский джазовый дирижёр, композитор, аранжировщик. Заслуженный деятель искусств Российской Федерации (1995).
Людвиковский приобрёл международную известность как один из наиболее прогрессивных бэндлидеров Советского Союза, популяризатор свинга и оркестровой джазовой музыки в СССР.

## Биография
Рос в семье музыканта-дирижёра, руководителя военного ансамбля. Играл с 4-х лет, в 5 лет начал сочинять музыку. В 8-летнем возрасте играл на рояле, кларнете, гобое. В 1941 году он окончил Курское музыкальное училище. Впоследствии, в 1949—1953 годах, Людвиковский учился в Ленинградской консерватории по классу композиции у В. Пушкова.
С 1943 года — на фронтах Великой Отечественной войны, выступал с ансамблем Минского военного округа, делал для него свои первые аранжировки.
Карьера дирижёра началась в конце войны в Государственном джаз-оркестре Белоруссии, которым руководил основоположник белорусского джаза, один из пионеров свинга в СССР Эдди Рознер. Оркестр стал хорошей школой профессионального мастерства для молодого музыканта, а с Рознером оказались связаны многие дальнейшие эпизоды судьбы Людвиковского.
После ареста Рознера в 1946 году и роспуска Госджаза Белоруссии в 1947 году Людвиковский был приглашён в Государственный эстрадный оркестр РСФСР под руководством Л. Утесова, где работал в 1948—1958 годах в качестве музыкального руководителя, дирижёра и пианиста. Он инструментовал программы-обозрения «От всего сердца» (1949), «И в шутку, и всерьез» (1953), «Серебряная свадьба» (1954), «Только для друзей» (1956), «Песня — наш спутник» (1958). Людвиковский старался модернизировать звучание утесовского коллектива, приблизить его к джазу насколько возможно. Такие эксперименты не всегда встречали понимание и адекватную поддержку руководителя оркестра. Однако Людвиковскому удалось подготовить две беспрецедентные по тем временам премьеры: инструментальную джазовую программу для 1-го Московского варьете (1955, гостиница «Советская») и исполнение Концерта для кларнета и джаз-оркестра Арти Шоу.
В середине 1950-х годов Людвиковский выступил инициатором записей программ советской легкой и танцевальной музыки на Всесоюзном радио, привлекая для этого таких композиторов, как Андрей Эшпай, Арно Бабаджанян, Игорь Якушенко, Андрей Петров. В своих аранжировках, впечатлявших монументальным, динамичным и полнозвучным стилем, Людвиковский ориентировался на свинговые и симфоджазовые идиомы. Легендарными стали концерты и записи, во время которых Людвиковский-дирижёр аккомпанировал Гарри Гольди — первому исполнителю джазовых стандартов в СССР на языке оригинала, Николаю Щукину («Вернись»), Ружене Сикоре («Здравствуй, весна»), Капиталине Лазаренко («Песня Наташи»), Нине Дорде («Майское утро»), Людмиле Гурченко («Пойми»), Владимиру Трошину («Почему, отчего»), Александре Коваленко и др. Большую популярность получила также аранжировка пьесы Джо Бишопа «Голубой прелюд», сделанная Людвиковским для новых программ московского оркестра Эдди Рознера. Людвиковский проявил себя как первоклассный дирижёр и аранжировщик, пропагандируя в эти годы, наряду с Рознером, традиционный оркестровый джаз и близкую джазу лёгкую эстрадную музыку.
В 1966—1973 годах Людвиковский — художественный руководитель и дирижёр Концертного эстрадного ансамбля Гостелерадио, ставшего одним из наиболее выдающихся явлений биг-бэндовой сцены в СССР конца 1960-х годов. Костяк оркестра составили молодые музыканты, большая часть которых впервые заявила о себе в 1950-х годах в джаз-оркестрах Ю. Саульского, И. Вайнштейна, оркестром Рижской филармонии, успела поработать с Олегом Леонидовичем Лундстремом и Эдди Рознером. Среди них были блестящие джазовые солисты: саксофонисты и аранжировщики Георгий Гаранян, Геннадий Гольштейн, Алексей Зубов, Виталий Долгов, трубачи Константин Носов, Герман Лукьянов, Владимир Чижик, тромбонист Константин Бахолдин, пианист Борис Фрумкин, ударник Александр Гореткин, басист Адольф Сатановский, а также другие первоклассные сайдмены — Леонтий Черняк (бас-тромбон), Георгий Албегов (саксофон), Виктор Мотов (тромбон). Многие пробовали свои силы в области композиции. Оркестр обращал на себя внимание высочайшей исполнительской культурой, глубоким знанием джазового языка, был творческой лабораторией, записал на пластинки произведения многих мастеров советской джазовой и эстрадной музыки (включая авторские сочинения самих участников коллектива, в том числе и Людвиковского), гастролировал по стране и за рубежом, выступал на джазовых фестивалях в Москве (1966, 1967), Праге (1967), Варшаве (1968), участвовал в озвучивании фильма «Джентльмены удачи» и цикла телепередач «Кабачок „13 стульев“», музыка в исполнении оркестра использовалась в саундтреках первых выпусков мультфильма «Ну, погоди!», а также в звуковом оформлении сатирической грампластинки «Весёлые гости».
В 1972 году Людвиковский дирижировал в Праге джаз-оркестром Чехословацкого радио и записал пластинку инструментальной музыки советских авторов.
В начале 1970-х годов для больших джазовых (эстрадных) оркестров в Советском Союзе вновь настали сложные времена. Ряд известных коллективов был под разными предлогами расформирован или перепрофилирован. В январе 1973 года биг-бэнд в Москве, которым руководил дирижёр, был распущен приказом руководства Гостелерадио, сам Людвиковский уволен. Теодор Ефимов вспоминал об этом:

Лапин приложил руку <…> к расформированию оркестра Людвиковского. Это такой был джаз! Поводом послужило, что Людвиковский справлял малую нужду на улице и милиция его арестовала. Мало того, что расформировал, так ещё и приказал все записи размагнитить. Записи этого оркестра остались только у тех композиторов, которые писали для этого оркестра.
Тогда же Эдди Рознер покинул Советский Союз (вернулся в Германию). Из остатков оркестра Людвиковского был впоследствии собран ансамбль «Мелодия» (руководители в разное время — В. Чижик, Г. Гаранян, Б. Фрумкин) при одноимённой фирме звукозаписи. Некоторые музыканты ушли в оркестр Всесоюзного радио к Юрию Силантьеву.
Сам же Людвиковский после роспуска своего оркестра фактически оказался не у дел и был вынужден заняться исключительно композиторской деятельностью. В декабре 1995 года его нашли замёрзшим на одной из московских улиц. Кремирован, прах (по завещанию Людвиковского) развеян над любимой им Москвой.

## Творчество
Авторству Людвиковского принадлежат сочинения, которые исполнялись и записывались на пластинки отечественными и зарубежными оркестрами и исполнителями.  Писал также песни, музыку для театра и кино.
Инструментальные пьесы:
- Цветы для москвичей
- Знойный полдень
- День рождения оркестра
- Акварель
- Я спешу
- Прелюд cis-moll
- Лирическая фантазия
- Веселый карнавал
- Беспокойные тромбоны
- Хоровод
- Это твой вальс
- Весёлый вечер

Песни:
- Майское утро (сл. В. Драгунского, 1957)
- Не пришла ещё весна (сл. Г. Регистана, 1957)
- Новый год (сл. Б. Брянского, 1959)
- Солнцу навстречу (сл. А. Досталя, 1960)
- Не сердись (сл. А. Досталя, 1967)
- Солнце в окне (сл. В. Орлова, 1968)

### Фильмография
- 1954 — «Весёлые звёзды» (фильм-концерт) — пианист-аккомпаниатор, дирижёр
- 1967 — «Фестиваль джаза» (документальный)
- 1969 — «Москва в нотах» (документальный)
- 1970 — «Украли Старого Тоомаса» — руководитель оркестра
- 1971 — «Джентльмены удачи» — руководитель оркестра

## Память
- В 2019 году Курскому джаз-оркестру присвоено имя Вадима Людвиковского[3]
- В Курске установили памятник Вадиму Людвиковскому[4]